# Despertar (novela)
Despertar (título original en inglés: The Awakening) es la primera parte de una serie de cuatro libros llamada The Vampire Diaries, escrita por la autora estadounidense, L. J. Smith. El libro se publicó en 1991 en Estados Unidos, aunque se ha reeditado numerosas veces, y en 2008 en España.

## Argumento
Stefan Salvatore, un vampiro que reniega de su naturaleza, se dirige al pueblo sureño de Fell´s Church con la esperanza de dejar atrás su vida sangrienta. Allí encuentra a Elena, la chica más popular del instituto Robert E. Lee, que le recuerda a Katherine, una joven vampiro con la que vivió un triángulo amoroso junto a su hermano Damon, en Florencia. Stefan sigue dolido por la muerte de Katherine, y por esta razón evita deliberadamente a Elena. Ésta, aunque dolida, decide conseguir tenerlo para ella aunque le vaya la vida en ello. Stefan intenta ocultar su terrible secreto para que ella no se vea arrastrada a un mundo de sombras, como le sucedió a él por Katherine. Mientras tanto, Damon, también vampiro, está más cerca de lo que ellos creen, y acecha su nuevo objetivo, Elena.

## Adaptación televisiva
El 5 de febrero de 2009 se anunció que el canal de televisión The CW había aprobado el guion de la saga para hacer un capítulo piloto. El guionista y productor ejecutivo es Kevin Williamson.